# ケープサイズ

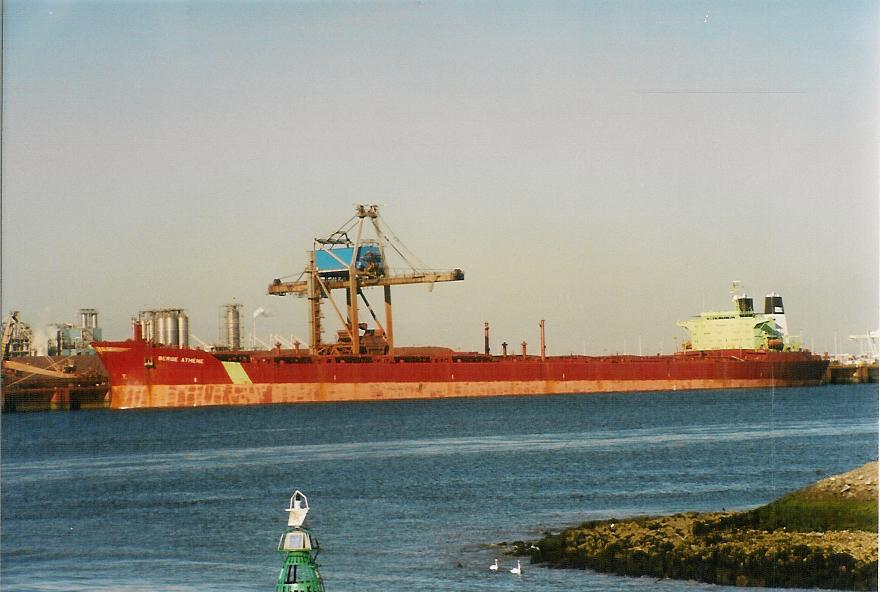
1979年に建造された載貨重量トン225,200 トンのケープサイズばら積み貨物船「バージ・アセン」 (MV Berge Athene)

ケープサイズ（英語: Capesize）は、大きすぎてスエズ運河を通航できないような船を指す言葉である。パナマックスよりも大型であるためパナマ運河も通航できない。こうした船は大洋間を移動するために喜望峰やホーン岬を周らなければならない。ただし、喫水制限を満たしていれば、こうした船も現代ではスエズ運河を通航できる。制限喫水は2009年時点で20.1mである。
ケープサイズの船は典型的には載貨重量トンが15万トンより大きく、タンカーならばVLCCやULCCに分類される。また石炭や鉱石、その他の原材料などを運ぶばら積み貨物船などにもこの大きさのものがある。ただしケープサイズといった場合、通常はタンカーではなくばら積み貨物船を指す。標準のケープサイズばら積み貨物船は175,000 トン前後であるが、鉱石輸送専用のばら積み貨物船の中には40万トン程度のものまで存在する。その巨大な全長や喫水のため、最大級の荷扱い設備でのみそうした船を受け入れることができる。